# 神薙ラビッツ
神薙ラビッツ（かんなぎらびっつ）は2019年1月24日にclub MERCURYにてお披露目された神社や巫女をコンセプトとした日本の女性アイドルグループ。「唄」と「舞」と「アイドル」を掛け合わせた前衛的な世界観で、流行と和を組み合わせた独創性の高い新感覚パフォーマンスを行う。

## 概要
メンバーは神に仕えるうさぎであり、神様から「薙の音の鈴」 を託され守っていた。しかしある日「薙の音」が盗まれてしまい、それを取り戻すべく巫女へと姿を変え人間界へ降りてくる。盗まれた「薙の音の鈴」は武道館にあることがわかっており、メンバーは武道館を目指している。
ファンの総称は「薙の音探検隊」、運営スタッフは「親ウサギ」と称する。
同事務所に神薙-時うさぎ- 、Charlotteが所属している。関東を中心に、日本全国でライブ活動を行う。

## メンバー

### 現メンバー
| 名前          | 綴り  | 誕生日   | 担当   | メンバーカラー | キャッチコピー   | 備考                                                        |
| ------------- | ----- | -------- | ------ | -------------- | ---------------- | ----------------------------------------------------------- |
| 綺音 あやね   | Ayane | 12月26日 | 舞     | 桃             | 桃冠の舞乙女     | 初期メンバー, リーダー                                      |
| 梨 りん       | Rin   | 8月29日  | 舞     | 緑             | 天真爛漫梨ガール | 初期メンバー, 副リーダー                                    |
| 旭 あさひ     | Asahi | 12月13日 | 舞     | 紫             | 桔梗の舞姫       | 2020年1月26日加入                                           |
| 璃桜 りお     | Lio   | 10月5日  | 唄     | 水色           | 爛晶の桜巫女     | 2020年11月15日加入, チェリヨン兼任                          |
| 衣麗月 いりな | Irina | 8月2日   | 舞     | 紅色           | 緋炎の月姫       | 2021年7月22日加入, 元メンバー七燐鈴の実の妹, チェリヨン兼任 |
| 春鴒 しゅり   | Shuri | 11月4日  | (不明) | 白             | 春を躍る鶺鴒     | 2024年6月3日加入                                            |
| 澪奈 みおな   | Miona | 3月10日  | (不明) | 黄色           | 鈴の都の澪標     | 2024年6月3日加入                                            |
| 沙來 さら     | Sara  | 3月12日  | (不明) | 藍色           | 沙來双樹の薙の音 | 2025年2月27日加入                                           |

### 元メンバー
| 名前          | 綴り   | 誕生日  | 担当  | メンバーカラー | キャッチコピー         | 備考                                                  |
| ------------- | ------ | ------- | ----- | -------------- | ---------------------- | ----------------------------------------------------- |
| 友菜 ゆうな   | Yuna   |         | 唄&舞 | 赤             |                        | 初期メンバー, 2019年2月脱退                           |
| 真由 まゆ     | Mayu   | 7月10日 | 唄    | 青             | 涼風の歌姫             | 初期メンバー, 2020年8月8日卒業                        |
| 神楽 かぐら   | Kagura | 2月10日 | 舞    | 赤             | 珊瑚の踊り子           | 2020年6月21日加入, 2021年3月27日卒業                  |
| 七燐鈴 なりす | Narisu | 1月24日 | 唄    | 黄             | サイケデリック僕子少女 | 初期メンバー, 衣麗月の実の姉, 2024年4月2日卒業        |
| 陽葵 あおい   | Aoi    | 7月12日 | 舞    | 橙色           | 向日葵の少女           | 2020年11月15日加入, チェリヨン兼任, 2025年4月13日卒業 |

### 派生ユニット
チェリヨン
2022年9月26日、公式Twitterより発足が発表された。メンバーは璃桜（リーダー）・陽葵・衣麗月の３人。神薙ラビッツに加入して比較的日の浅い３人の自主性を磨くため、武者修行ユニットとして結束。活動は平日を中心に行われており、ファンの総称は「ユリシス」と称する。2022年10月12日新宿MARZ、同年10月15日大阪GABUにてお披露目ライブが行われた。2025年4月2日、神薙ラビッツの卒業に伴い陽葵がチェリヨンを卒業。現在ユニットは無期限活動休止中である。

## 略歴
2019年
- 1月24日 - club MERCURYにてお披露目ライブ開催。
- 6月16日 - 愛踊祭2019 西日本Bブロックのエリア代表決定戦に出演。エリア代表ファイナリスト・エリアテレビ局賞を受賞。決勝戦への進出が決まった。

- 9月7日 - 愛踊祭2019 決勝戦で「推し武道賞」を受賞[11]。漫画「推しが武道館いってくれたら死ぬ」に登場する権利を獲得。

2020年
- 1月26日 - 大阪BANANA HALLにて、「1周年ワンマンライブ-神の兎の使いと紅の巫女-」を開催。新メンバー旭がお披露目された。
- 5月20日 - 愛踊祭2019で獲得した「推し武道賞」により、綺音、梨、七燐鈴、真由、旭が漫画「推しが武道館いってくれたら死ぬ」38話（単行本7巻収録）に登場。
- 8月8日 - 「真由卒業ライブ」にて、真由が卒業。
- 11月15日 - 「璃桜&陽葵お披露目ライブ」より、新メンバーの璃桜と陽葵が加入。

2021年
- 2月20日 - 梅田amHALLにて、「2周年ワンマンライブ～七織～」を開催。
- 3月27日 - 「神楽 卒業ライブ」にて、神楽が卒業。
- 7月22日 - 「衣麗月 お披露目ライブ」にて、衣麗月が加入。
- 8月18日 - Umeda CLUB QUATTROにて、「大兎祭!!2021」を開催。
- 8月28日 - @JAM EXPO 2020-2021に初出演。5月に行われた予選を勝ち抜き出場権を得た。

- 12月18日 - 新宿アルタ Keystudioにて、「豪・剛・傲 」を開催。

2022年
- 2月6日 - Umeda CLUB QUATTROにて、「3周年ONEMAN LIVE 東名阪TOUR-東海三戦- 大阪-探検隊 救出編-」を開催。3周年は東名阪でツアーを行った。O.A.に同事務所の妹グループ 神薙-時うさぎ-を帯同。
- 2月12日 - Nagoya CLUB QUATTROにて、「3周年ONEMAN LIVE 東名阪TOUR-東海三戦- 名古屋-断絶!?"宴会乱舞"編-」を開催。
- 2月13日 - Shibuya CLUB QUATTROにて、「3周年ONEMAN LIVE 東名阪TOUR-東海三戦- 東京-決戦「東都」編-」を開催。
- 4月21日-6月7日 - 国内・海外を含む全11公演のツアー「JAPAN＆ASIA TOUR "七宝探索"」を開催。新型コロナウイルスの影響により、韓国・台湾公演は中止。
- 6月15日 - TIF2022 ソロTIF うたチャン企画に七燐鈴と璃桜がエントリー。審査の結果、七燐鈴が1位を獲得[12]。特典として、8月6日にTIF2022のステージで「風になりたい」をソロ歌唱。また、歌唱音源のデジタルリリース[13]とオリジナルMV[14]が制作された。
- 7月14日-17日 - フランス・パリで開催された、Japan Expo Paris 2022に出演。
- 8月6日 - ソロTIF うたチャン企画の特典として、七燐鈴が企画ステージにてソロ出演。
- 8月7日 - TOKYO IDOL FESTIVAL 2022に初出演。
- 8月27日 - @JAM EXPO 2022に出演。
- 9月2日-3日 - タイ・バンコクで開催された、バンコク日本博2022に出演。
- 9月26日 - 璃桜・陽葵・衣麗月による派生ユニット「チェリヨン」の発足が発表。

- 11月16日 - 新宿アルタ Keystudioにて、「豪・剛・傲 2022」を開催。

2023年
- 2月10日 - 心斎橋BIGCATにて、「4th Anniversary ONEMAN LIVE～七花新生～」を開催。
- 5月20日 - 浅草花劇場にて、「KANNAGI RABBITS Classical」を開催。弦楽四重奏＋ピアノ編成で行われ、貴重な世界観のライブとなった。
- 7月2日 - 超NATSUZOME2023に出演。
- 8月5日 - TOKYO IDOL FESTIVAL 2023に出演。
- 8月26日 - @JAM EXPO2023に出演。

- 8月31日 - 集英社『週刊ヤングジャンプ』におけるサキドルエース SURVIVAL第13弾に、衣麗月がグループを代表しエントリー[15]。4位に入賞し「ミクチャ敢闘賞」を受賞。
- 11月14日 - CDのリリースを記念し、池袋サンシャインシティ噴水広場にて初のフリーライブを開催。
- 11月19日 - 新宿アルタ Keystudioにて、「豪・剛・傲 2023」を開催。

2024年
- 1月25日 - サキドルエース「ミクチャ敢闘賞」特典により、週刊ヤングジャンプ 2024 No.8にインタビュー記事が掲載。

- 2月17日 - Zepp Shinjukuにて、「5th Anniversary ONEMAN LIVE～日出ずる僕らの炎～」を開催。
- 4月2日 - 「七燐鈴卒業公演」にて、七燐鈴が卒業。
- 6月3日 - 恵比寿LIQUIDROOMにて、「BANDSET LIVE」を開催。新メンバーの春鴒と澪奈が加入。
- 8月2-3日 - TOKYO IDOL FESTIVAL 2024に出演。2日開催の企画ステージ IDOL SUMMER JAMBOREE DAY1に綺音、旭、璃桜が出演。
- 9月15日 - @JAM EXPO 2024に出演。
- 10月26日 - 東京サマーランドにて開催された、えなこpresents! ミューズ撮影会に綺音と旭が出演。
- 11月5日 - Shibuya CLUB QUATTROにて、「豪・剛・傲 2024」を開催。

2025年
- 2月27日 - KTZeppYokohamaにて、「6th Anniversary ONEMAN LIVE～緋船の神話～」を開催。新メンバーの沙來が加入。

- 4月13日 - 「陽葵卒業公演」にて、陽葵が卒業。
- 4月27日 - 大阪・関西万博 Japan Expo Paris in Osaka 2025に出演。
- 6月13日 - 浅草花劇場にて、「和楽器コラボONEMAN LIVE 響和×魅舞 原点昇華」を開催予定。

## 作品
アルバム
DVD
|   | タイトル                                       | 備考 |
| - | ---------------------------------------------- | ---- |
| 1 | 1周年ワンマンライブ 〜神の兎の使いと紅の巫女〜 |      |
| 2 | 神薙ラビッツ2周年ワンマンライブ ~七織~         |      |
| 3 | 神薙ラビッツライブ ~大兎祭2021~                |      |

## 出演

### TV
- musicるTV #386（2020年7月6日、テレビ朝日）

- アイドルギフト:R（2020年12月11日 - 、RCCテレビ）- レギュラーメインMC：梨・旭

- 朝生ワイド す・またん! アイドル天気にて「ちはやふる」紹介（2021年10月8日、読売テレビ）

### ラジオ
- ばんばひろふみラジオDEショー（2019年4月19日、ラジオ関西）- ゲスト：綺音・真由・七燐鈴
- 0時を過ぎてもシンデレラ（2021年2月19日、FM愛知）- ゲスト：綺音・梨

- シーオンの木6・C級トークRadio!（2021年5月13日、渋谷クロスFM）- ゲスト：綺音・璃桜
- WithLIVEラジオ！（2022年1月8日、ラジオ関西）- ゲスト：綺音・梨・七燐鈴・衣麗月
- オトナビゲーションZ（2022年4月20日、RKB毎日放送）- ゲスト：綺音
- 高田リオンのGO-!EVENING!（2022年4月28日、FM山陰）- ゲスト：梨・七燐鈴・陽葵・衣麗月
- ヘッドホンおじさんCX（2022年4月30日、広島FM）- ゲスト：綺音・梨・旭
- Narrowband Camp（2022年5月1日、FM愛媛）- ゲスト：梨・七燐鈴・陽葵・衣麗月
- ラジオ沖縄（2022年5月2日、FM沖縄）- ゲスト：梨・七燐鈴・陽葵・衣麗月
- SOUND SPLASH（2022年5月18日、FM新潟）- ゲスト：梨・七燐鈴・陽葵・衣麗月
- りゅうちぇると高見奈央のiDOL on-line（2022年6月8日、渋谷クロスFM）- ゲスト：綺音・梨・旭

### 雑誌
- BUBKA（2022年8月号）- 綺音

### ネットニュース・他
- ぴあ関西版WEB（2021年2月10日）- 綺音・梨・璃桜
- タイニュース・クロスボンバー（2022年9月4日）